# Initiation
Initiation ( el. indvielse) er indtrædelse i et religiøst fællesskab, og medfører ofte delagtiggørelse i viden og/eller egenskaber og handlinger, som er forbeholdt de indviede og som kan være hemmelige for de uindviede.
Initiation markeres normalt ved et ritual, en såkaldt overgangsrite, initianden gennemgår en liminalfase, der skal fjerne ham/hende for det tidligere liv og føre ham/hende over i det nye.
| Religion | Spire Denne religionsartikel er en spire som bør udbygges. Du er velkommen til at hjælpe Wikipedia ved at udvide den. |